# Newmarket (Kanada)
Newmarket – miejscowość (ang. town) w Kanadzie, w prowincji Ontario, w regionie York.
Powierzchnia Newmarket to 38,07 km².
Według danych spisu powszechnego z roku 2001 Newmarket liczy 65 788 mieszkańców (1728,08 os./km²).
W Newmarket urodził się aktor i komik Jim Carrey.